# Municipio de South Sharps Creek
El municipio de South Sharps Creek (en inglés: South Sharps Creek Township) es un municipio ubicado en el condado de McPherson en el estado estadounidense de Kansas. En el año 2010 tenía una población de 111 habitantes y una densidad poblacional de 1,19 personas por km².

## Geografía
El municipio de South Sharps Creek se encuentra ubicado en las coordenadas 38°29′13″N 97°52′22″O / 38.48694, -97.87278. Según la Oficina del Censo de los Estados Unidos, el municipio tiene una superficie total de 93.63 km², de la cual 93,46 km² corresponden a tierra firme y (0,17 %) 0,16 km² es agua.

## Demografía
Según el censo de 2010, había 111 personas residiendo en el municipio de South Sharps Creek. La densidad de población era de 1,19 hab./km². De los 111 habitantes, el municipio de South Sharps Creek estaba compuesto por el 96,4 % blancos, el 3,6 % eran de otras razas. Del total de la población el 5,41 % eran hispanos o latinos de cualquier raza.